# 社会的交換理論
社会的交換理論（しゃかいてきこうかんりろん、英語: social exchange theory）とは、社会学の一領域。「交換」という観点から社会のあり方を解きほぐそうとする試みである。
この立場を取る研究者では、ピーター・ブラウ、ジョージ・ホーマンズが有名。